# Hjalmar Torp
Pour les articles homonymes, voir Torp.
Hjalmar Torp, né le 14 avril 1924 à Oslo et mort le 10 septembre 2023, est un professeur émérite d'archéologie classique norvégien qui est directeur de l'institut norvégien de Rome (1977-1983) et professeur d'archéologie à l'université d'Oslo. Il se consacre à l’archéologie classique : romaine, byzantine et de l'époque médiévale italienne. Il reçoit en 1999 le prix Fridtjof Nansen dans la catégorie histoire et philosophie.

## Biographie
Hjalmar Torp est né le 14 avril 1924 à Oslo.
De 1946 à  1948, il poursuit ses recherches, il fouille à Cividale en Italie, dans le «tempietto» lombard, du VIIIe siècle, sous l’autorité de Ejnar Dyggve.

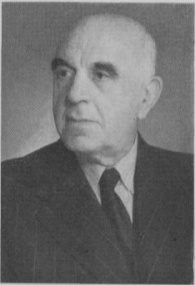
Ejnar Dyggve en 1958

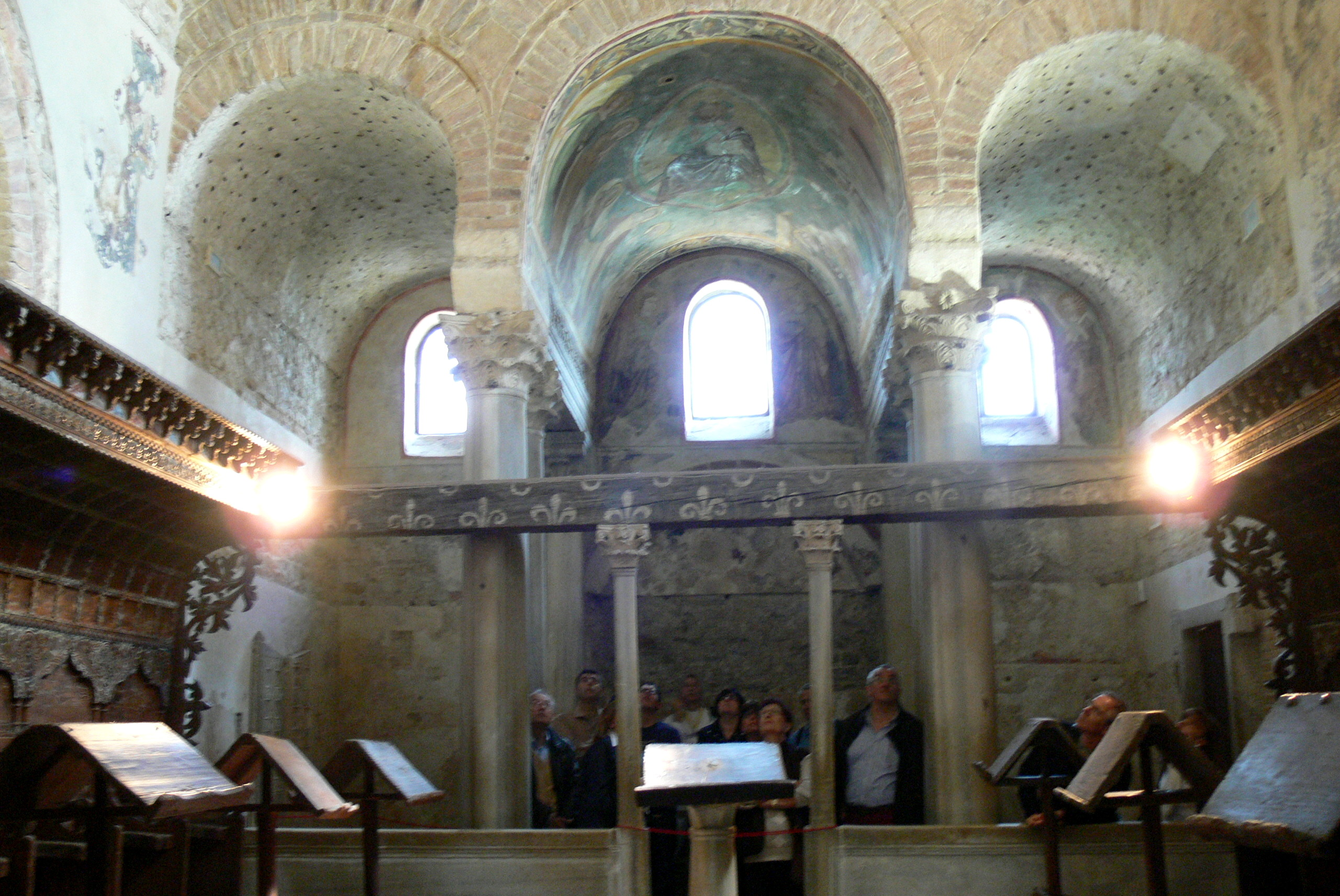
Le temple lombard

Il consacre l’année académique 1948-1949 à des études à Copenhague. En 1949, il fouille avec Ejnar Dyggve le site romain de Salona, en Yougoslavie (actuelle Croatie). Il décroche sa maîtrise universitaire en histoire de l'art avec des sujets mineurs en archéologie classique et en histoire de l'Église.

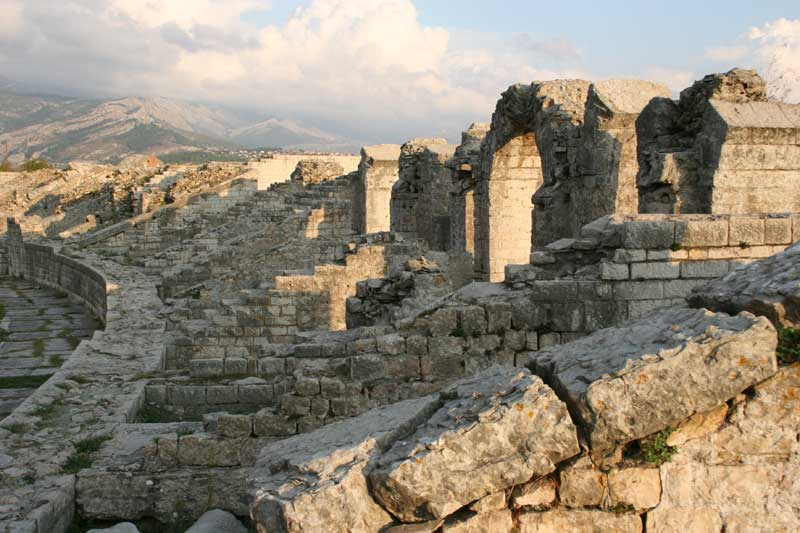
Le site romain de Solana

En 1950-1951, il devient chercheur à l’université de La Sorbonne de Paris. et se retrouve l’année suivante en Égypte. Il revient ensuite pour un an à Copenhague, pour repartir fouiller à Thessalonique, en Grèce, en 1953.
Entre 1953 et 1955, il traverse l’Atlantique vers les États-Unis, où il poursuit ses études à Dumbarton Oaks, Washington.
En 1958, l’archéologue se retrouve encore une fois sur le terrain, en Grèce.
Dès 1959 et jusqu’en 1966, il regagne Rome où avec le professeur Hans Peter L'Orange, il s’investit dans la fondation et le développement de l’Institut norvégien en tant que secrétaire scientifique.

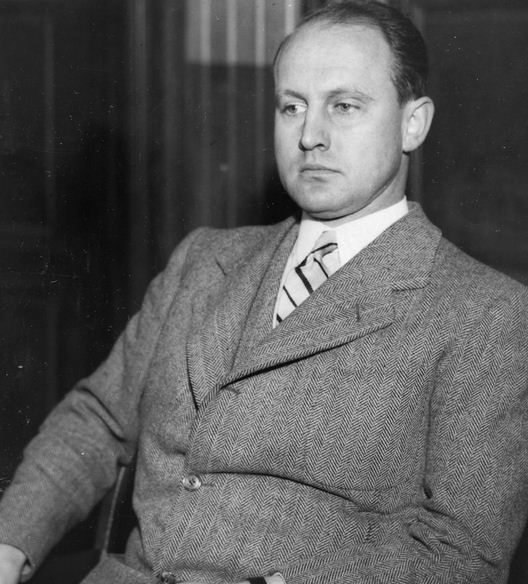
Le Pr H.P. L’Orange

À partir de 1967 et jusqu’en 1976, il retrouve la Norvège où il est nommé professeur agrégé à l’université d'Oslo.
En 1977, il accepte sa nomination au poste de Directeur de l'Institut norvégien à Rome, où il exerce jusqu’en 1983. Il est cependant maintenu professeur agrégé à l’Université d'Oslo. En 1983, il abandonne la direction de l’institut norvégien de Rome, mais est nommé professeur titulaire d'art médiéval européen à l’université d'Oslo. Il y accède à l’éméritat à partir de 1994.
Après sa retraite, il retourne aux travaux sur les mosaïques de Hagios Georgios et en 2018, sa publication majeure est apparue sous le titre La Rotonde Palatine à Thessalonique.
Au long de sa carrière de recherche, il se distingue comme un historien de l'art reconnu internationalement. Il apporte des contributions à la compréhension de la culture visuelle des pays méditerranéens, de la fin de l'Antiquité au Moyen Âge.
Ses articles scientifiques sont publiés en cinq langues (français, anglais, allemand, italien et norvégien), et décrivent la sculpture copte en Égypte, des mosaïques byzantines en Grèce, de l'architecture lombarde et de la peinture en Italie, pour ne citer que quelques-uns de ses centres d’intérêt où se déroulent ses recherches.
Beaucoup d'étudiants se souviennent de lui comme d'un conférencier exceptionnel et inspirant.

### L’Institut norvégien de Rome
Au centre des réalisations de Hjalmar Torp figure l'Institut norvégien à Rome. Il a été impliqué dès le début. En 1959, le fondateur de l'Institut, Hans Peter L'Orange persuade les autorités norvégiennes d'établir un institut national à Rome, il confie à Hjalmar Torp, son étudiant, le suivi des questions pratiques qui y sont liées. De 1959 à 1966, Hjalmar est secrétaire scientifique de l’institution, et reprend plus tard, de 1977 à 1983, le poste de directeur de l’institut norvégien à  Rome qui demeure au centre de ses préoccupations par ses efforts inlassables pour le développer.

### Reconnaissance
Hjalmar Torp est membre de l'Académie norvégienne des sciences et reçoit en 1999 le prix Fridtjof Nansen pour sa recherche exceptionnelle.
En Italie, en 1967, il reçoit la prestigieuse distinction de Cavaliere Ufficiale dell'Ordine Al Merito della Repubblica Italiana.
En raison de ses recherches sur le soi-disant Tempietto longobardo à Cividale del Friuli, il est fait citoyen honoraire de cette ville en 2006.

## Œuvre
- L'architettura del tempietto di Cividale, in: Acta ad archaeologiam et artium historiam pertientia, Rome, 1977
- Thessalonique paléochrétienne. Une esquisse, in: Transactions of the Swedish Institute at Istanbul, 1993
- The Date of the Conversion of the Rotunda at Thessaloniki into a Church, in: Øivind Andersen, Helène Whittaker von Hofsten (réd.): institut norvégien d'Athènes, Athènes, 1991. pp. 13–28.  (ISBN 960-85145-0-9).
- En collaboration avec Bente Kiilerich, A Christ and the Apostles Relief in Search of a Date, in: Arte Medievale, Rome, 1990. pp. 99–115.
- Apsismosaikken fra omkring 500 i Hosios David i Thessaloniki. Et eksempel på mangetydighet i tidlig kirkekunst, in: Det Norske Videnskaps-Akademis Årbok, 1990.  (ISSN 0332-6209).
- En collaboration avec Bente Kiilerich, Hic est: Hic Stilicho. The Date and Interpretation of a Notable Diptych, in: Jahrbuch des Deutschen Archäologischen Instituts, Berlin, 1989. pp. 319–371.
- Normannerkongen Roger II av Sicilia i lys av bysantinsk og senantikk herskerideologi, in: Det Kgl. Norske Videnskabers Selskabs Forhandlinger 1991. pp. 101–120.
- Cividale longobarda, in: Enciclopedia dell'Arte Medievale, Rome, 25 pages
- En collaboration avec Hans Peter L'Orange et Magne Malmanger, Acta ad archaeologiam et artium historiam pertientia bidrag i flere årganger fra vol. I og mange år fremover, 1962.